# Clavopelma
Clavopelma is een geslacht van spinnen uit de familie vogelspinnen (Theraphosidae).

## Soorten
De volgende soorten zijn bij het geslacht ingedeeld:
- Clavopelma tamaulipeca (Chamberlin, 1937)